# Zwrotnik Koziorożca

Mapa świata z naniesionym przebiegiem zwrotnika Koziorożca.

Zwrotnik Koziorożca (także Zwrotnik Południowy) – równoleżnik na południowej półkuli Ziemi, wyznaczany przez najdalej na południe wysunięte punkty, nad którymi Słońce może podczas pozornej wędrówki po sklepieniu niebieskim znaleźć się w zenicie, zatem określony jest przez najdalej wysunięte na południe możliwe punkty podsłoneczne. Górowanie Słońca w zenicie nad zwrotnikiem Koziorożca występuje tylko raz w czasie roku astronomicznego – w dniu przesilenia zimowego (21–22 grudnia). Poza tym dniem Słońce w momencie południa słonecznego na zwrotniku Koziorożca znajduje się na północ od zenitu.
Szerokość geograficzna zwrotnika Koziorożca jest równa kątowi nachylenia ekliptyki do równika niebieskiego, w związku z czym podlega wahaniom zarówno długookresowym na skutek precesji osi ziemskiej, jak i krótkookresowym w wyniku nutacji. Na skutek tych zjawisk zwrotnik Koziorożca przemieszcza się z prędkością kątową 0",47 rocznie w kierunku równika, co odpowiada przesunięciu o ok. 14 metrów na północ. W przybliżeniu szerokość geograficzna zwrotnika Koziorożca wynosi 23°26′22″S (23.4394°).
Nazwa „zwrotnik Koziorożca” pochodzi od faktu, że w momencie górowania w zenicie nad tym równoleżnikiem Słońce znajdowało się niegdyś właśnie w gwiazdozbiorze Koziorożca. Obecnie na skutek precesji Słońce w czasie przesilenia zimowego znajduje się w gwiazdozbiorze Strzelca. Na skutek zmiany nachylenia osi Ziemi Słońce ponownie znajdzie się w momencie przesilenia zimowego w gwiazdozbiorze Koziorożca za ok. 24 tys. lat.

Zwrotnik Koziorożca przebiega przez trzy kontynenty: Afrykę, Australią i Amerykę Południową, przez oceany: Atlantycki, Indyjski i Spokojny oraz przez terytorium lądowe dziesięciu państw: Namibii, Botswany, Południowej Afryki, Mozambiku, Madagaskaru, Australii, Chile, Argentyny, Paragwaju i Brazylii. Terytoria jedynie czterech państw znajdują się w całości na południe od zwrotnika Koziorożca: Lesotho, Eswatini, Nowej Zelandii i Urugwaju.

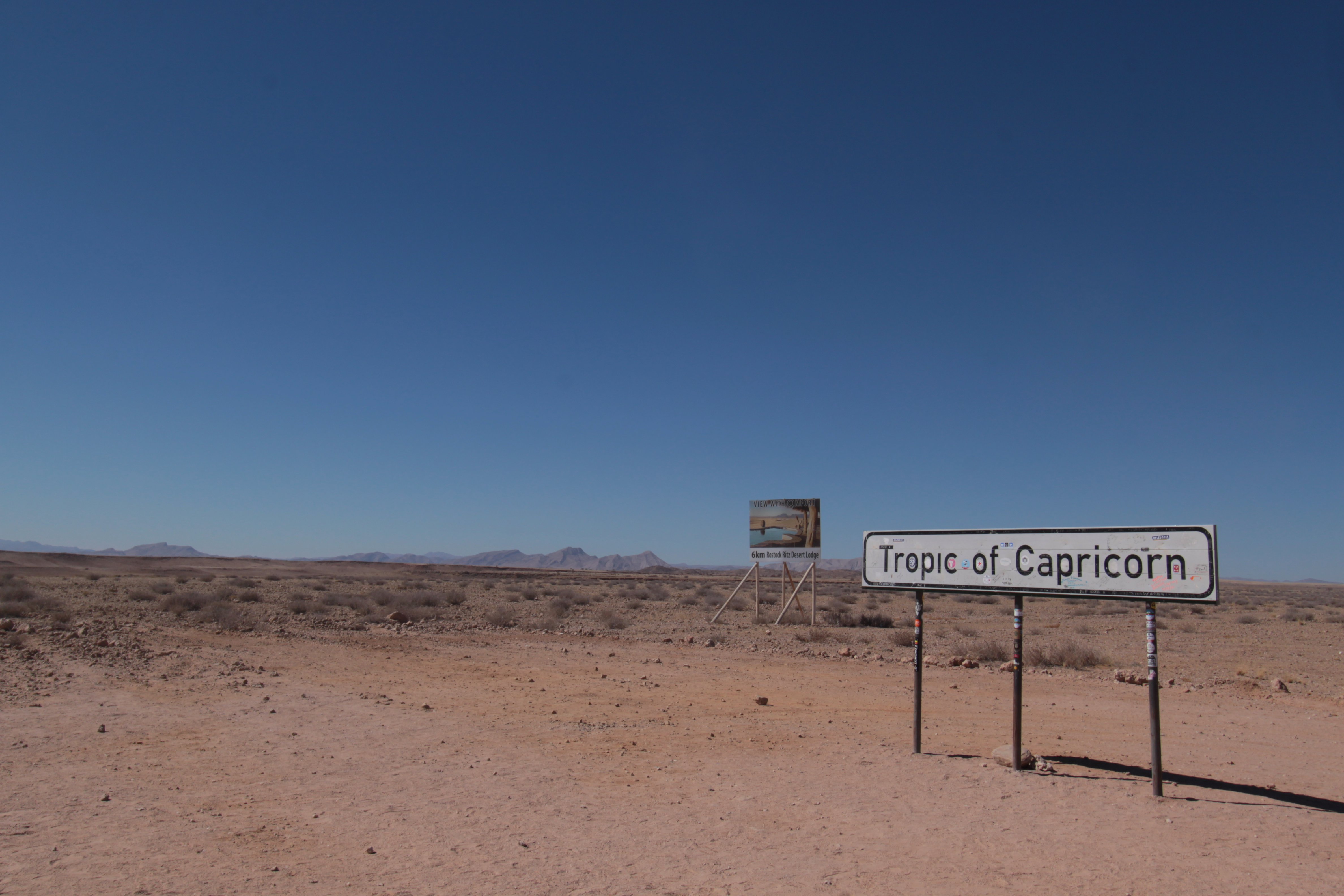
Znak wyznaczający przebieg zwrotnika Koziorożca w Namibii.
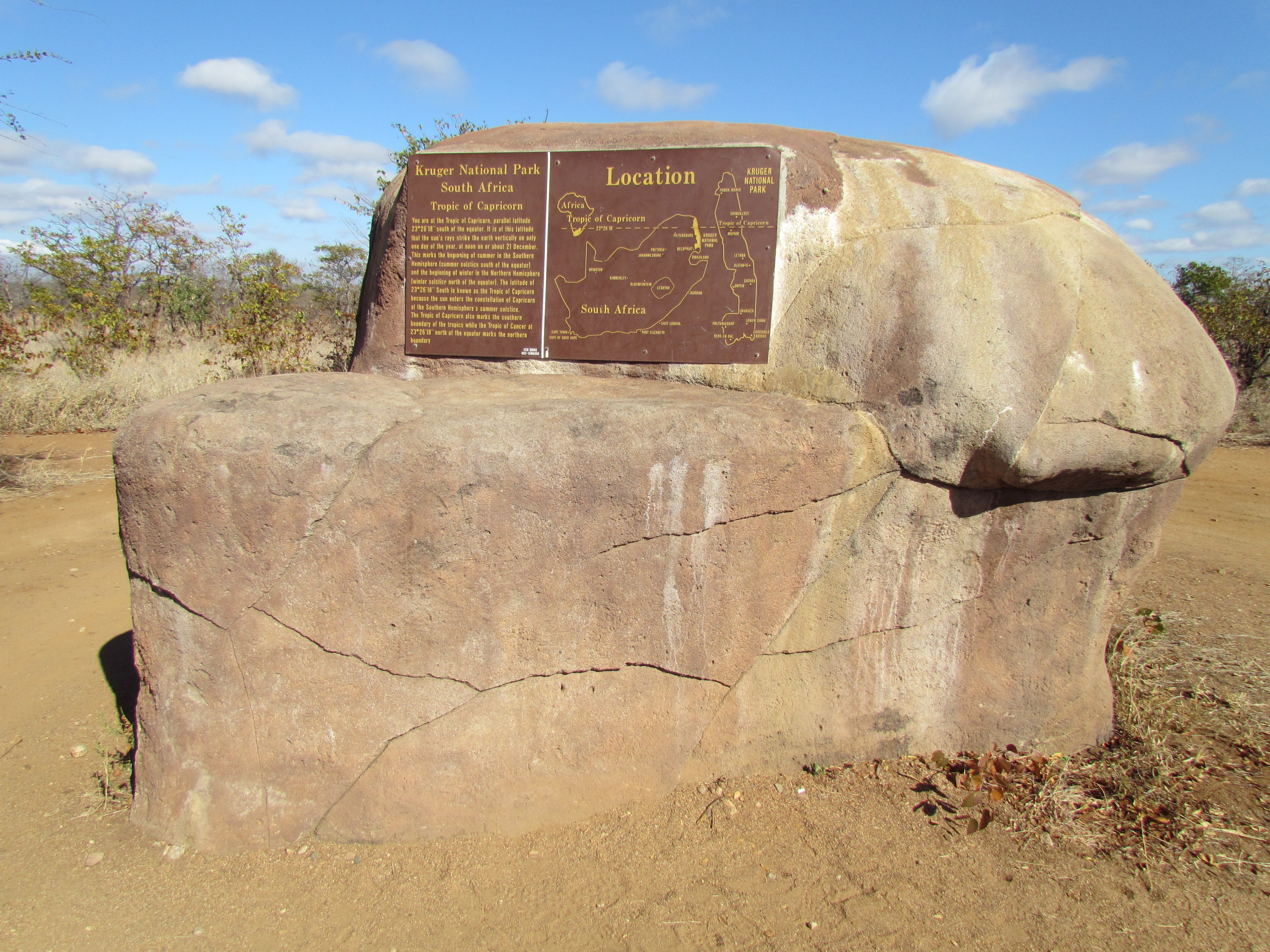
Monument na zwrotniku Koziorożca w Parku Narodowym Krugera, w Południowej Afryce.
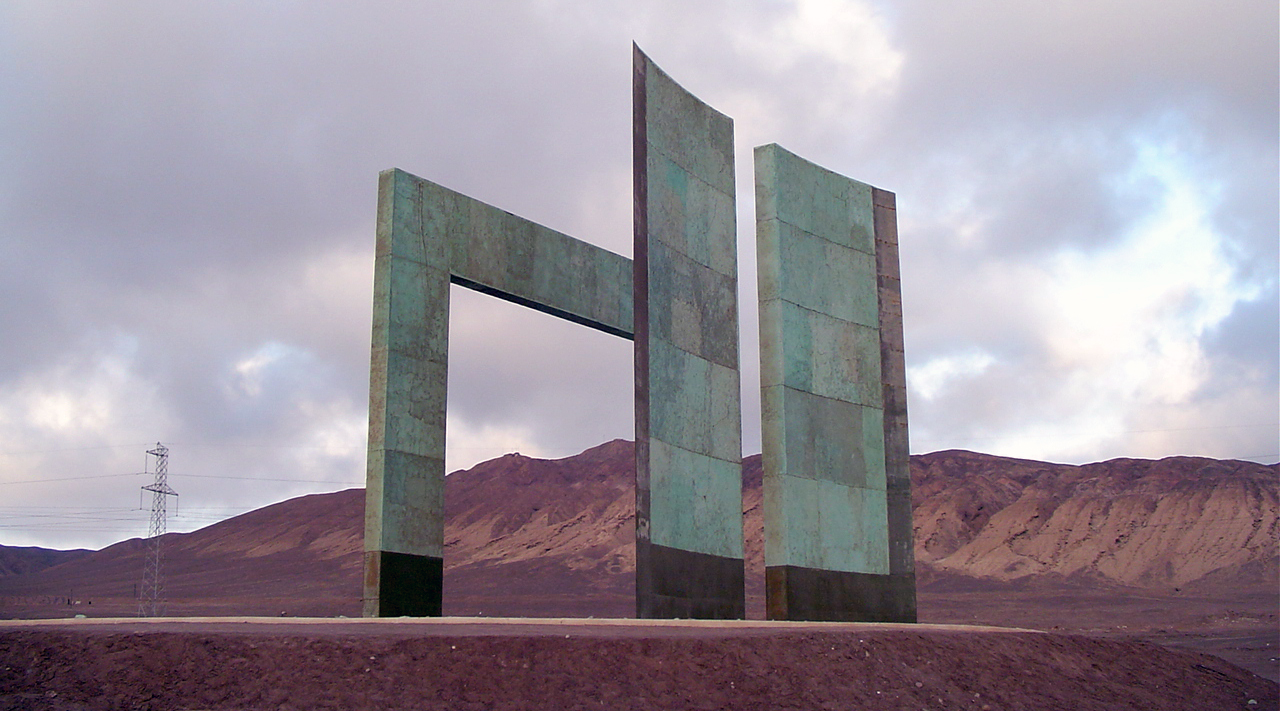
Monument na zwrotniku Koziorożca na północ od Antofagasty, Chile
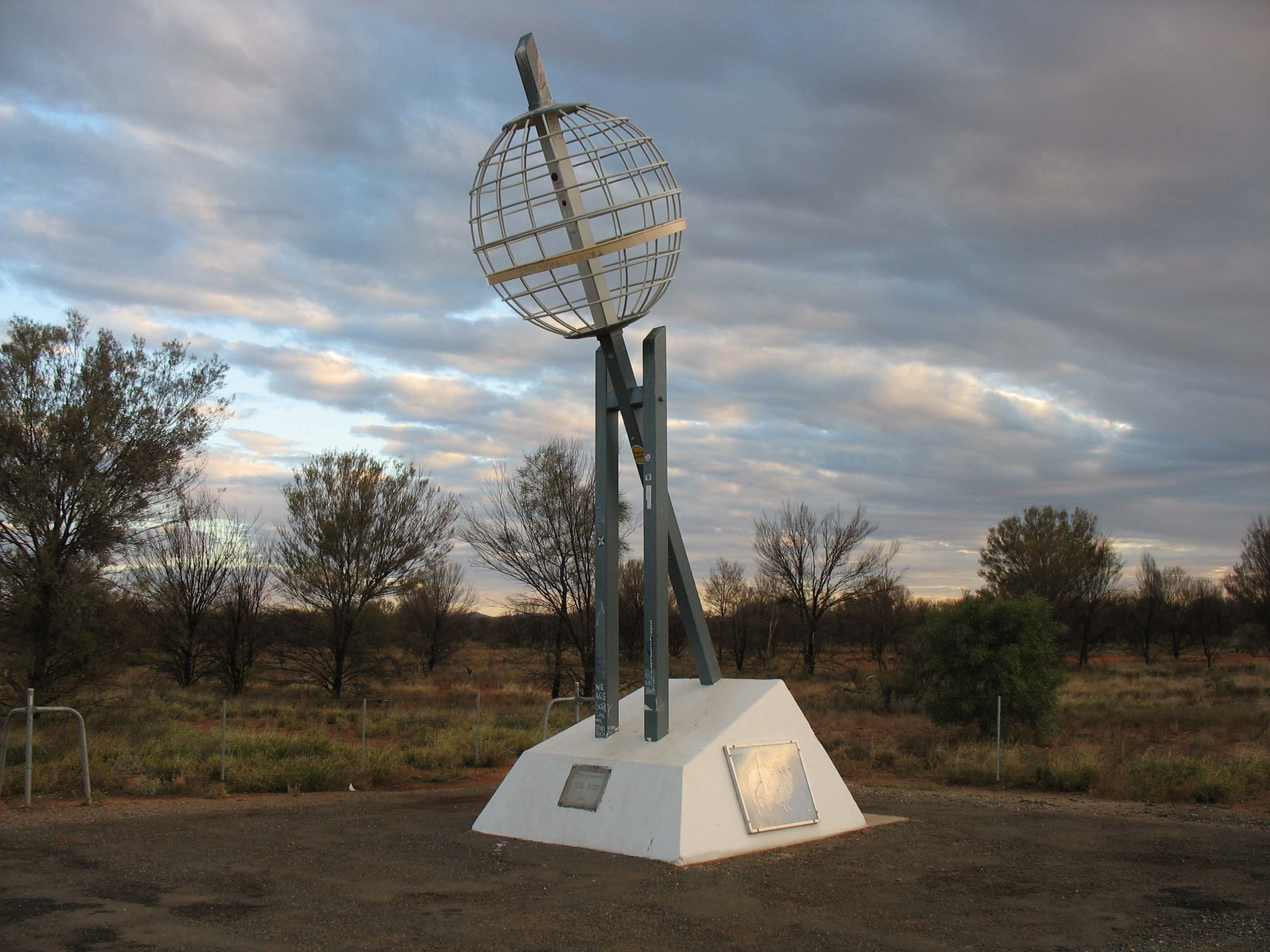
Monument na zwrotniku Koziorożca na północ od Alice Springs, Australia